# Jagdschloss Neuhaus (Solling)

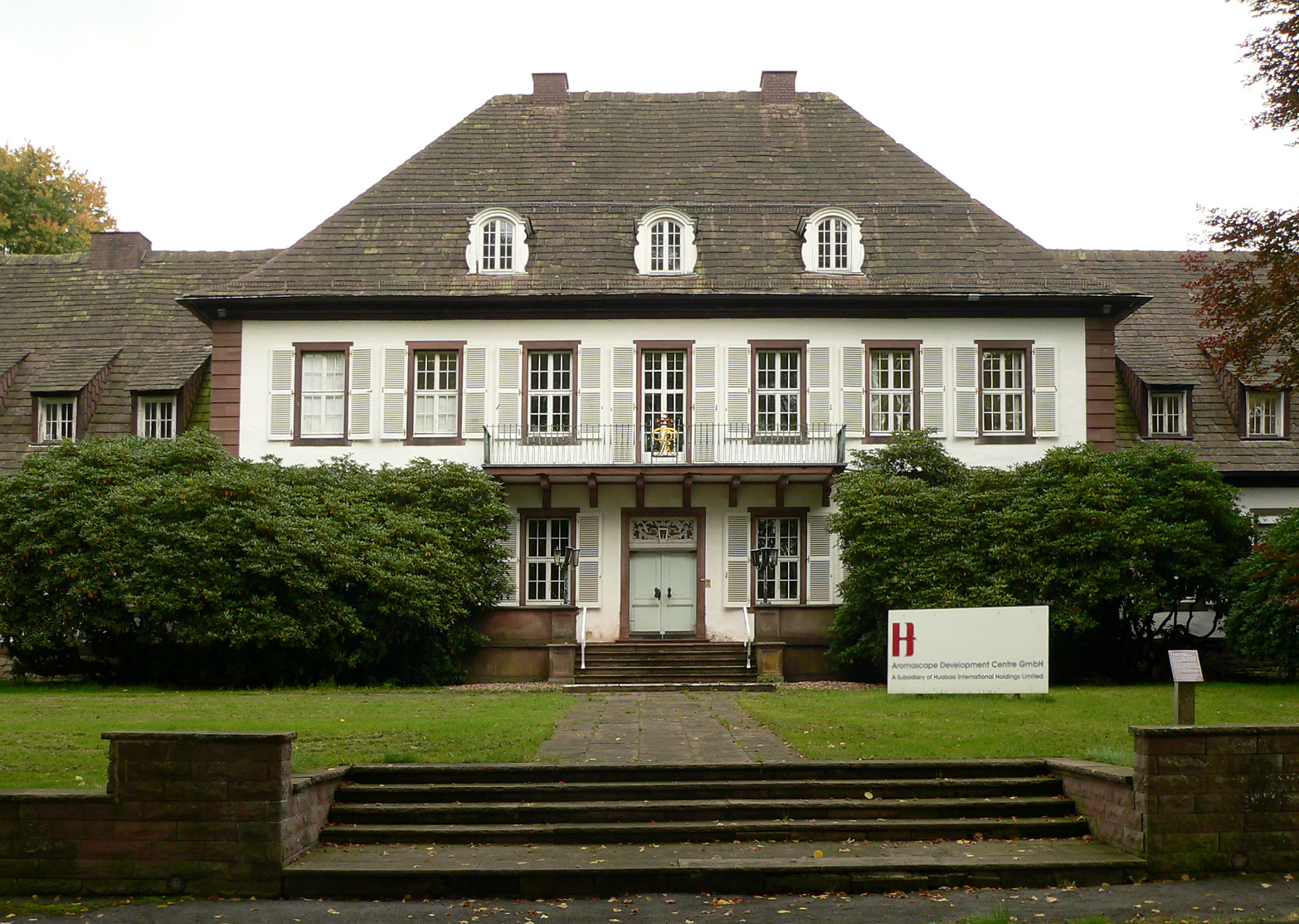
Fassade des Jagdschlosses

Das Jagdschloss Neuhaus befindet sich in Neuhaus im Solling.

## Geschichte
1791 wurde das Jagdschloss unter Georg III. errichtet, ohne dass er persönlich erschien. Zunächst war es Dienst- und Wohngebäude für Verwalter und Personal des in dem vorausgegangenen Jahrzehnt fertiggestellten Gestüts. Schloss und Nebengebäude bilden ein großes Rechteck mit Innenhof. Georgs jüngster Sohn Adolphus Frederick veranstaltete von hier aus wiederholt Hofjagden, so dass das Schloss schließlich als Jagdschloss bekannt wurde.

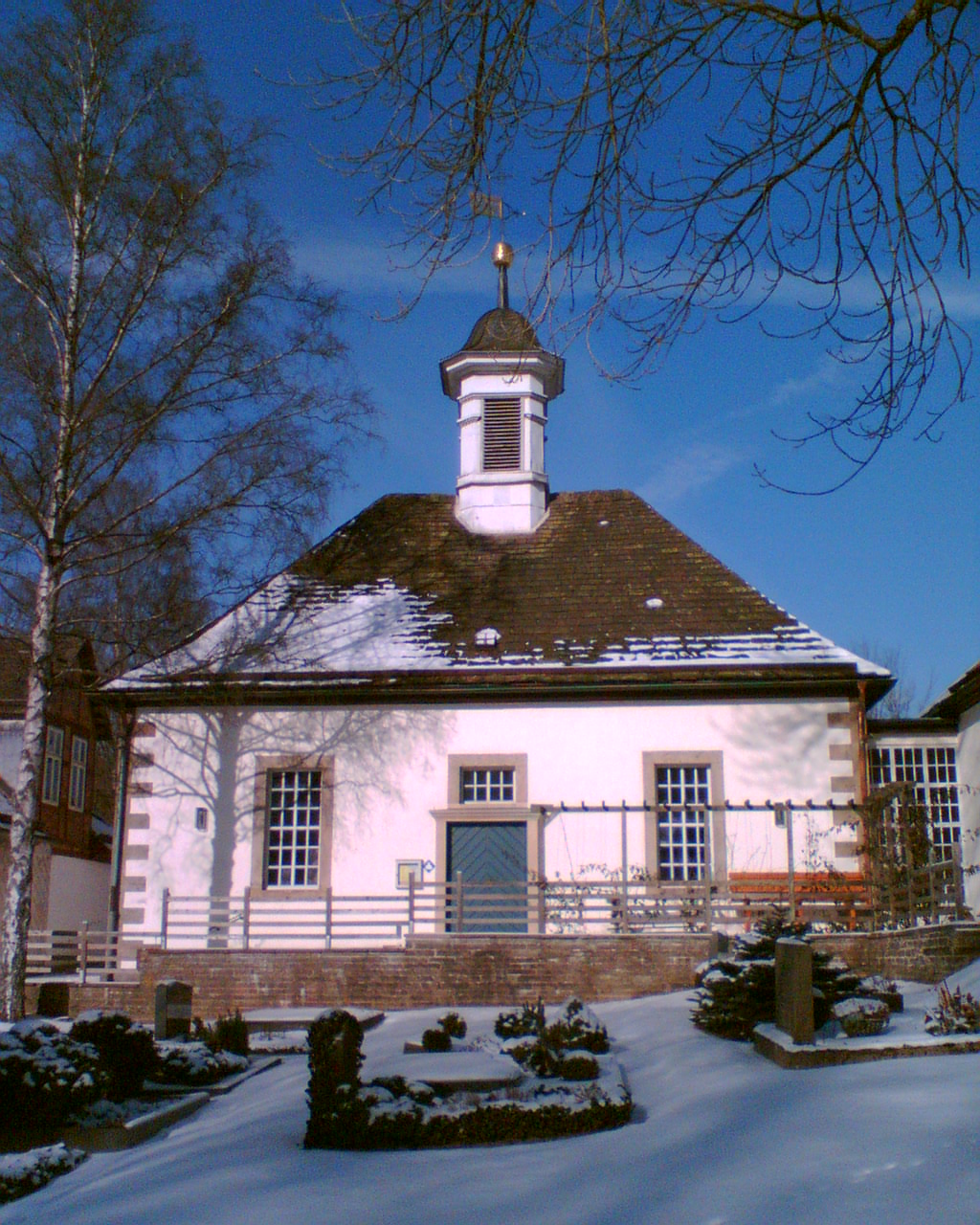
Kapelle des Jagdschlosses

Zu dem Gestüt gehörte auch eine an der Straße nach Dassel gelegene klassizistische Kapelle. Diese evangelische Kapelle ist heute eine Zwischenstation am Pilgerweg Loccum–Volkenroda; die katholische Kirche wurde dagegen erst um 1975 erbaut. Die Zucht isabellfarbener Pferde in dem Gestüt erfolgte für den hannoverschen Marstall. Nachdem die Gegend Preußen zugeordnet worden war, richtete die Preußische Armee hier wie auch einige Kilometer weiter östlich im Gestüt Hunnesrück ein Depot für Remontepferde ein. Nach dem Auslaufen einer Pacht im Jahr 1900 wurde das Pferdedepot in Neuhaus aufgelöst und das Schlossgebäude diente fortan als Oberförsterei. Ab 1893 war Maximilian Gussone, Großvater von Hans Achim Gussone, hier 31 Jahre Forstverwalter, woran an der Straße nach Silberborn eine Gedenkplatte erinnert. 1959 wurde ein neues Forstamtshaus gebaut und das Schloss danach an privat verkauft.
Das Jagdschloss ist heute nur von außen zu besichtigen.

## Belege
1. ↑  Christus-Kirche zu Neuhaus auf der Website der Evangelischen Kirchengemeinde im Hochsolling, abgerufen am 30. Juli 2025.
2. ↑  Sandsteindenkmal Neuhaus

Koordinaten: 51° 45′ 11,7″ N, 9° 31′ 24,1″ O